# Сіверка (річка)
Сіверка (інші назви — Віта, Очеретянка) — річка в Україні, на Придніпровській височині, в межах Бучанського, Фастівського і Обухівського районів Київської області та міста Києва. Права притока Дніпра.

## Гідрографічна характеристика
Річка Сіверка бере свій початок у селі Крюківщина. Протікає у південно-східному напрямку через села Юрівка, Віта-Поштова, Круглик, Кременище, Ходосівка, через південно-східну околицю с. Лісники, Віту-Литовську і впадає в річку Дніпро.
Довжина річки 30 км, площа басейну — 238 км². Річище звивисте, місцями штучно спрямлене. Ширина  заплави — 40—500 м. Похил річки 1,8 м/км. 

## Стік та якість води
Річка розташована в південно-західній частині приміської смуги Києва, за межами міської забудови (як і весь басейн Віти). Тече в північно-східному напрямку. 
Середня багаторічна витрата води — 0,31 м³/секунду. Середній багаторічний обсяг стоку води — 9,78 млн. м³ на рік (перевищує половину загального стоку р. Віта). 
За хімічним складом вода гідрокарбонатно-кальцієвого складу з мінералізацією близько 610 мг/дм³ та твердістю води 6,1 мг-екв/дм³.
На показники якості води в річці впливають населені пункти та численні садові товариства, розташовані в басейні річки — через попадання господарсько-побутових стічних вод у поверхневі та Ґрунтові води.

## Природні та історичні пам'ятки в басейні річки
- Юрівський ландшафтний заказник — об'єкт природно-заповідного фонду Київської області.
- Ходосівське городище скіфських часів (V ст. до н. е.).
- Змієві вали — фрагменти залишків валів поблизу сіл Ходосівка, Кременище та Круглик.

## Цікаво знати
- Раніше, зокрема у працях Д. П. де ля Фліза (1854 р.) та Л. Похилевича (1864 р.) витоком річки Віта (рос. Вета) вважався витік теперішньої річки Сіверка[4], яка на мапах з'явилася лише у XX столітті і стала лівою притокою Віти. Так, Лаврентій Похилевич пише «Деревня Вета называемая почтовой, в 4-х верстах от Гатного отстоящая». Далі продовжує «…пруд на реке Вета и порядочная водяная мельница». Таким чином, річка Віта у такому форматі була значно довшою[5].
- В офіційному виданні «Історія міст і сіл Української РСР», удостоєному у 1976 році Державної премії СРСР в галузі науки, в 10-му томі — Київська область у статті про село Віта-Поштова річку Сіверку (у виданні — Северка) помилково віднесено до басейну Ірпеня: «Віта-Поштова — село, центр сільської Ради, розташоване по берегах річки Северки (притоки річки Ірпеня)»[6]. Як відзначає В. К. Хільчевський, ця помилка трапилася тому, що в районі села Тарасівка, де починється річка Сіверка, проходить вододіл між басейнами приток Дніпра: річкою Ірпінь (тече на північ) та річкою Віта (тече на південний-схід).

## Галерея

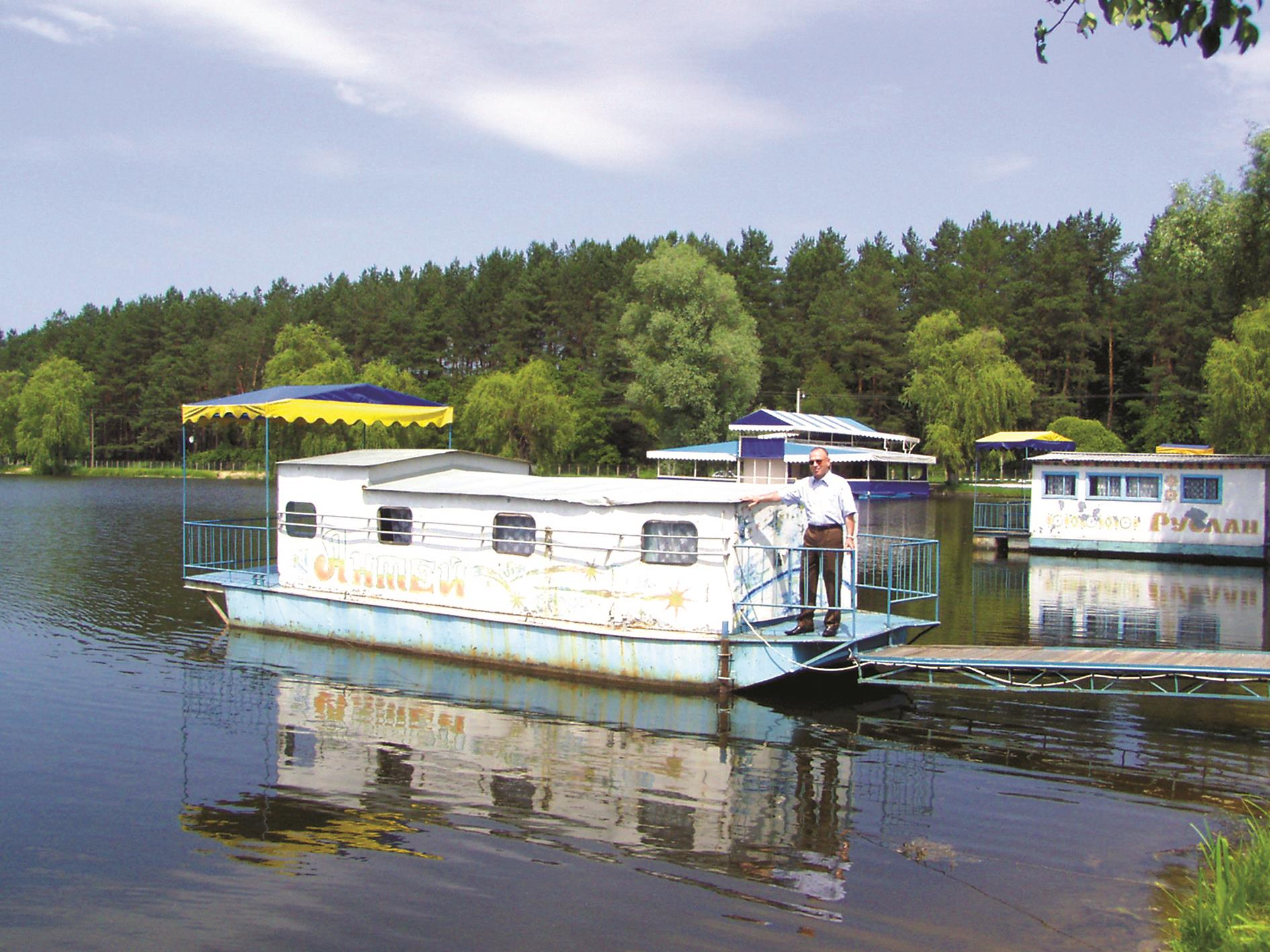
Зона відпочинку — ставок на р. Сіверка перед с. Круглик
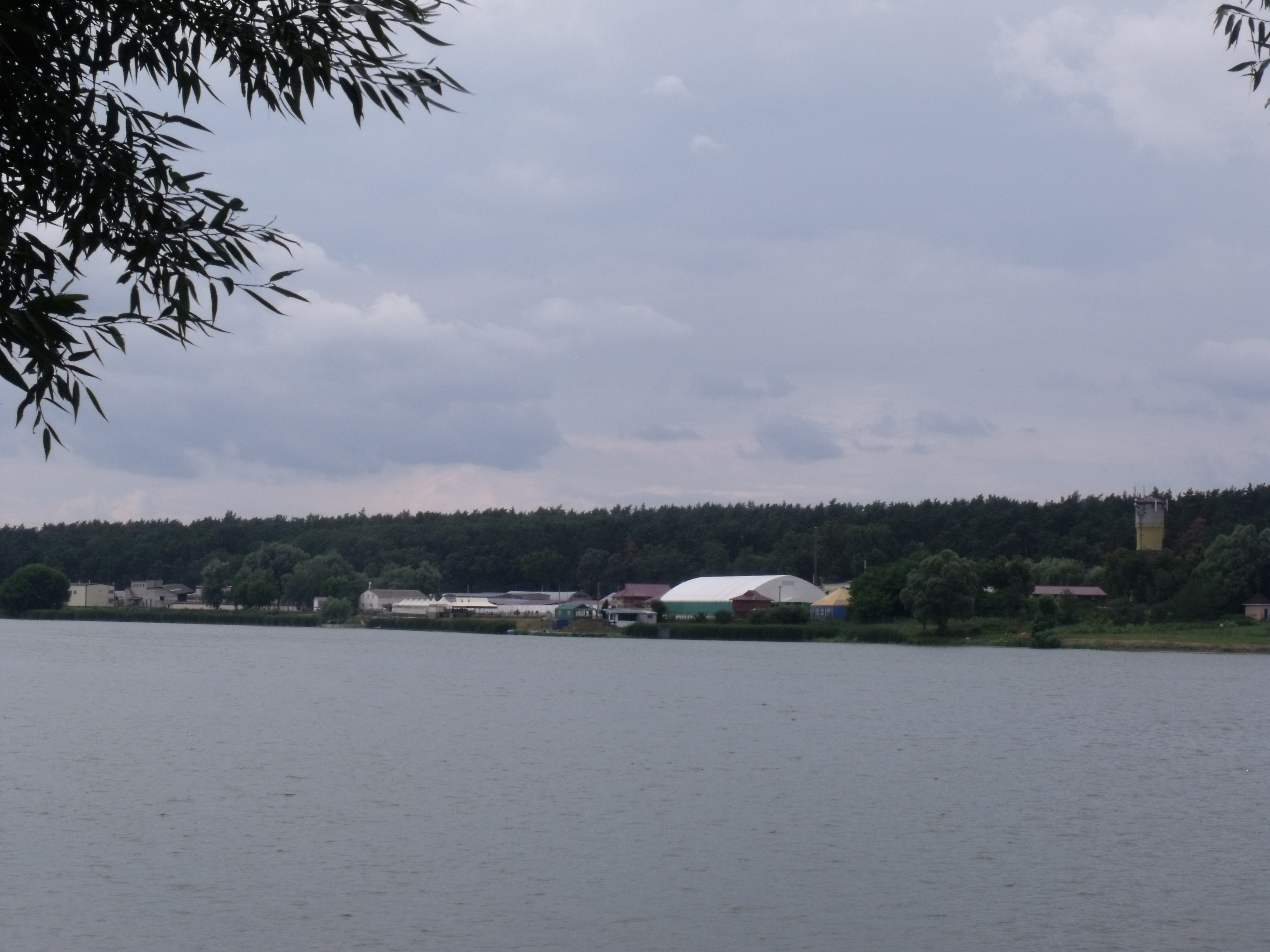
Ставок на р. Сіверка в центрі с. Круглик
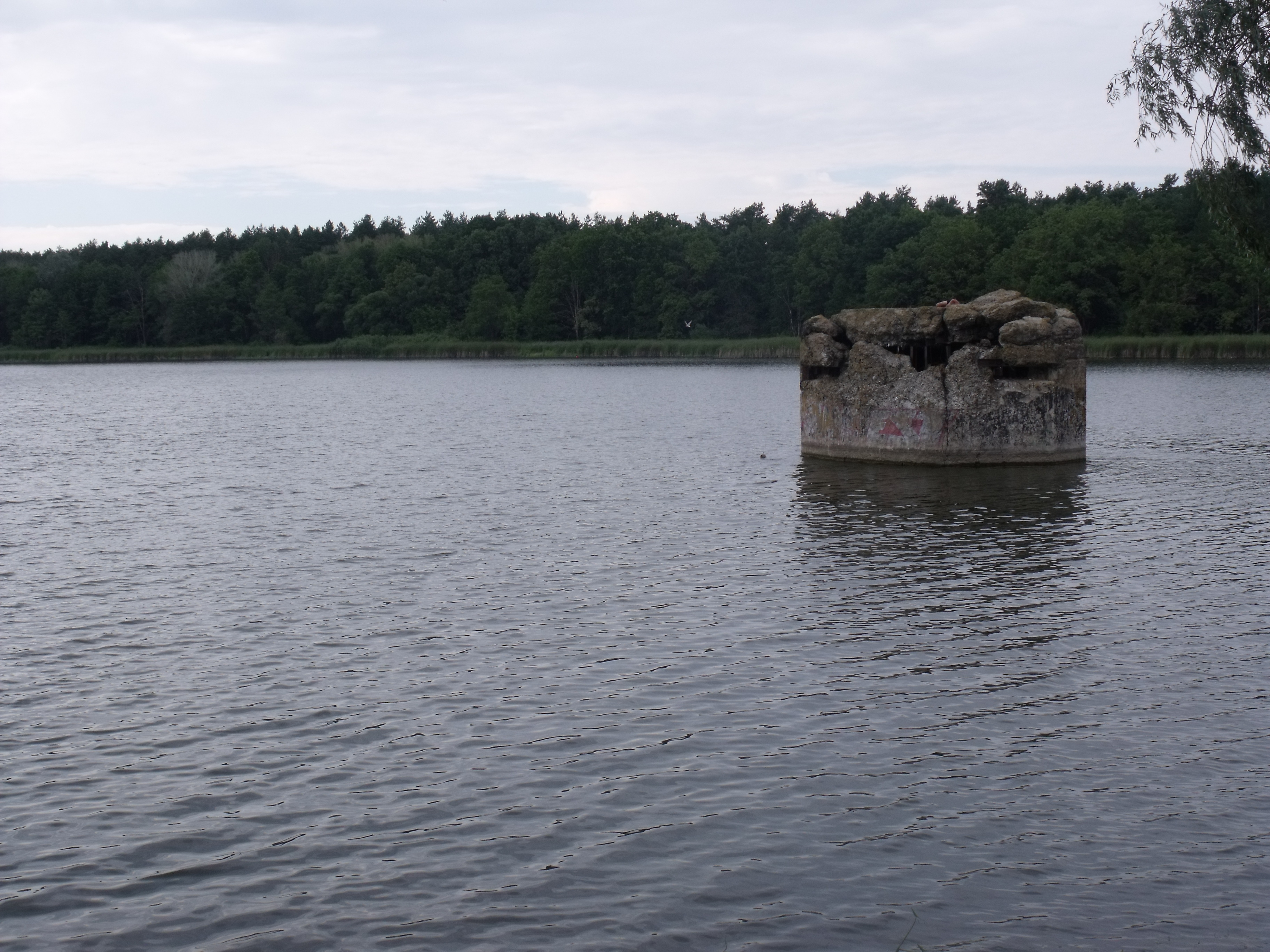
Ставок на р. Сіверка в с. Ходосівка